# Oviedo (Floride)
Pour les articles homonymes, voir Oviedo (homonymie).
Oviedo est une ville du comté de Seminole, en Floride, aux États-Unis. Elle fait partie du Greater Orlando.

## Démographie
| 1930  | 1940  | 1950  | 1960  | 1970  | 1980  |
| ----- | ----- | ----- | ----- | ----- | ----- |
| 1 042 | 1 356 | 1 601 | 1 926 | 1 870 | 3 074 |

| 1990   | 2000   | 2010   | - | - | - |
| ------ | ------ | ------ | - | - | - |
| 11 114 | 26 316 | 33 342 | - | - | - |